# The Jet Set
The Jet Set è stato un gruppo pop polacco creato nel 2005. Il nome del gruppo era formato dalle prime lettere dei nomi dei fondatori del gruppo, cioè da Sasha e Tray. Fino allo scioglimento  il gruppo era composto da Sasha and David J.
I The Jet Set debuttarono al concorso Piosenka dla Europy 2006 con la canzone How Many People, con la quale si classificarono al terzo posto.  
Il gruppo ha vinto le qualificazioni polacche per l'Eurovision Song Contest 2007.

## Discografia
- Just Call Me (2006)
- Just Call Me - ristampa (2007)